# Чистката: Анархия
„Чистката: Анархия“ (на английски: The Purge: Anarchy) е американски филм на ужасите от 2014 г., написан и режисиран от Джеймс ДеМонако. Това е продължение на „Чистката“ (2013) и втора част от поредицата „Чистката“, във филма участват Франк Грило, Кармен Еджого, Зак Гилфорд, Кийли Санчес и Майкъл К. Уилямс. Едуин Ходж повтаря ролята си от първия филм. Пуснат е на 18 юли 2014 г. в световен мащаб. Третият филм от поредицата – „Чистката 3 – Избори“, е пуснат на 1 юли 2016 г.

## В България
В България филмът е пуснат по кината на 18 юли 2014 г. от „Форум Филм България“.
На 8 декември 2014 г. е издаден на DVD от „А Плюс Филмс“.